# Frederico Rosa
Frederico Nobre Rosa (* 6. April 1957 in Castro Verde; † 17. Februar 2019) war ein portugiesischer Fußballspieler. Er nahm an der Fußball-Weltmeisterschaft 1986 teil.

## Karriere

### Verein
Rosa begann seine Spielerkarriere in der Jugend bei CUF do Barreiro. Nachdem er in die erste Mannschaft aufgerückt war, stieg er mit dem Klub 1976 in die zweite portugiesische Liga ab. 1978 wechselte er zum Aufsteiger in die Primeira Liga, FC Barreirense. Als das Team am Ende der Saison 1978/79 wieder absteigen musste, wurde er von Benfica Lissabon verpflichtet.
Mit Benfica gewann Rosa in den folgenden vier Spielzeiten zweimal die portugiesische Meisterschaft, dreimal den nationalen Pokal und stand 1983 im Finale des UEFA-Pokals. Zur folgenden Saison schloss er sich Boavista Porto an, wo er die längste Phase seiner Karriere verbrachte. Nach den weiteren Stationen Vitória Guimarães und CF Estrela Amadora wechselte Rosa 1994 zum Zweitligaabsteiger Leixões SC, wo er nach einer Saison im Alter von 38 Jahren seine aktive Laufbahn beendete.

### Nationalmannschaft
Rosa debütierte am 25. September 1985 bei der 0:1-Niederlage im WM-Qualifikationsspiel in Prag gegen die Tschechoslowakei für die portugiesische Nationalmannschaft.
Anlässlich der Fußball-Weltmeisterschaft 1986 in Mexiko wurde er in das portugiesische Aufgebot berufen. Er wurde in allen drei Vorrundenspielen der Portugiesen eingesetzt. Trotz eines 1:0-Auftaktsieges gegen England schied Portugal überraschend als Tabellenletzter nach der Gruppenphase aus.
Zwischen 1985 und 1989 bestritt Rosa insgesamt 18 Länderspiele für Portugal, in denen er fünf Tore erzielte.

## Erfolge
- Portugiesische Meisterschaft: 1981, 1983
- Portugiesischer Pokal: 1980, 1981, 1983